# Marlhes
Marlhes – miejscowość i gmina we Francji, w regionie Owernia-Rodan-Alpy, w departamencie Loara.
Według danych na rok 1990 gminę zamieszkiwały 1094 osoby, a gęstość zaludnienia wynosiła 34 osób/km² (wśród 2880 gmin regionu Rodan-Alpy Marlhes plasuje się na 729. miejscu pod względem liczby ludności, natomiast pod względem powierzchni na miejscu 182.).